# Березовка (приток Турчанки)
Березовка (укр. Березівка) — левый приток Турчанки, протекающий по Корюковскому и Сновскому районах (Черниговская область, Украина).

## География
Длина — 12 км, 19 км. Площадь водосборного бассейна — 88,5 км².
Русло полностью выпрямлено в канал (канализировано), шириной 8 м и глубиной 1,8 м. Примыкают к каналы, в среднем течении сообщается каналом с рекой Брус. Нет прудов. Пойма очагами занята заболоченными участками с тростниковой растительностью, лесом (доминирование сосны).
Река берёт начало на северо-восточной окраине села Туровка (Корюковский район) ответвляясь от Турчанки. Река течёт на юго-запад, северо-запад. Впадает в Турчанку (на 18-м км от её устья) восточнее села Чепелев (Сновский район).
Притоки: (от истока к устью) нет крупных
Населённые пункты на реке: (от истока к устью)
1. Туровка
2. Наумовка
3. Чепелев